# 12064 Guiraudon
12064 Guiraudon eller 1998 FZ15 är en asteroid i huvudbältet som upptäcktes den 28 mars 1998 av OCA–DLR Asteroid Survey (ODAS). Den är uppkallad efter Jean-Claude Guiraudon.
Asteroiden har en diameter på ungefär 7 kilometer och den tillhör asteroidgruppen Hansa.